# Remouillé
Remouillé (bretonisch: Ruvelieg; Gallo: Remólhaé) ist eine französische Gemeinde mit 1.932 Einwohnern (Stand: 1. Januar 2022) im Département Loire-Atlantique in der Region Pays de la Loire; sie gehört zum Arrondissement Nantes und zum Kanton Clisson. Die Einwohner werden Remouilléen(ne)s genannt.

## Geographie
Remouillé liegt etwa 30 Kilometer südsüdöstlich von Nantes an der Maine. Nachbargemeinden von Remouillé sind Aigrefeuille-sur-Maine im Norden und Nordwesten, Saint-Lumine-de-Clisson im Norden und Nordosten, Saint-Hilaire-de-Clisson im Osten, Montaigu-Vendée im Süden und Südosten, Vieillevigne im Südwesten sowie La Planche im Westen.
Durch die Gemeinde führt die Autoroute A83. Die Gemeinde gehört zum Weinbaugebiet Gros Plant du Pays Nantais, in dem auch der Muscadet angebaut wird.

## Bevölkerungsentwicklung
| Jahr      | 1962 | 1968 | 1975 | 1982 | 1990 | 1999 | 2006 | 2017 |
| Einwohner | 894  | 854  | 939  | 1136 | 1231 | 1443 | 1613 | 1903 |

## Sehenswürdigkeiten
- Kirche Saint-Pierre, im 15./16. Jahrhundert erbaut, restauriert 1860
- Kapelle Garreau aus dem 19. Jahrhundert
- Kapelle Sainte-Marguerite aus dem 15. Jahrhundert
- Schloss L’Hermitage und Schloss Ardère, jeweils aus dem 19. Jahrhundert

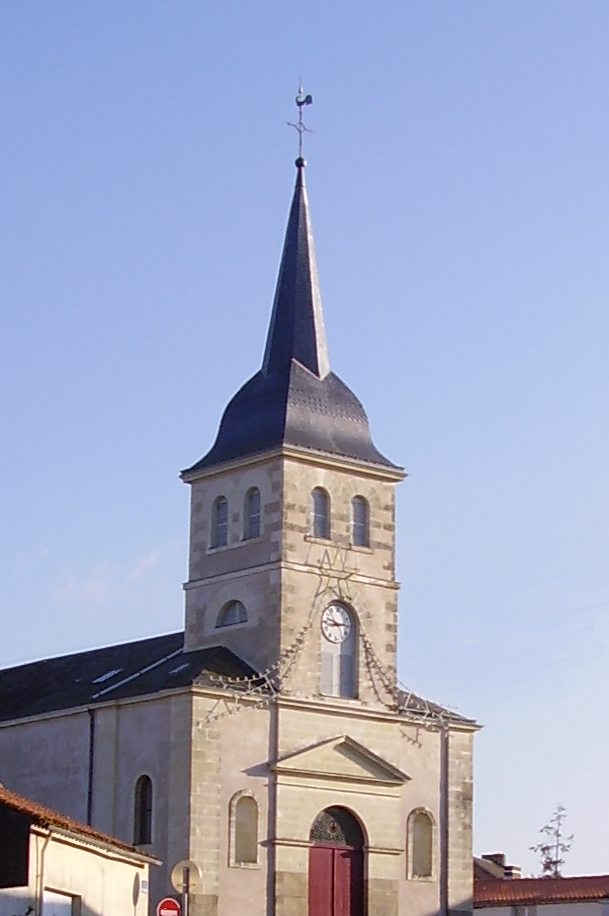
Kirche Saint-Pierre
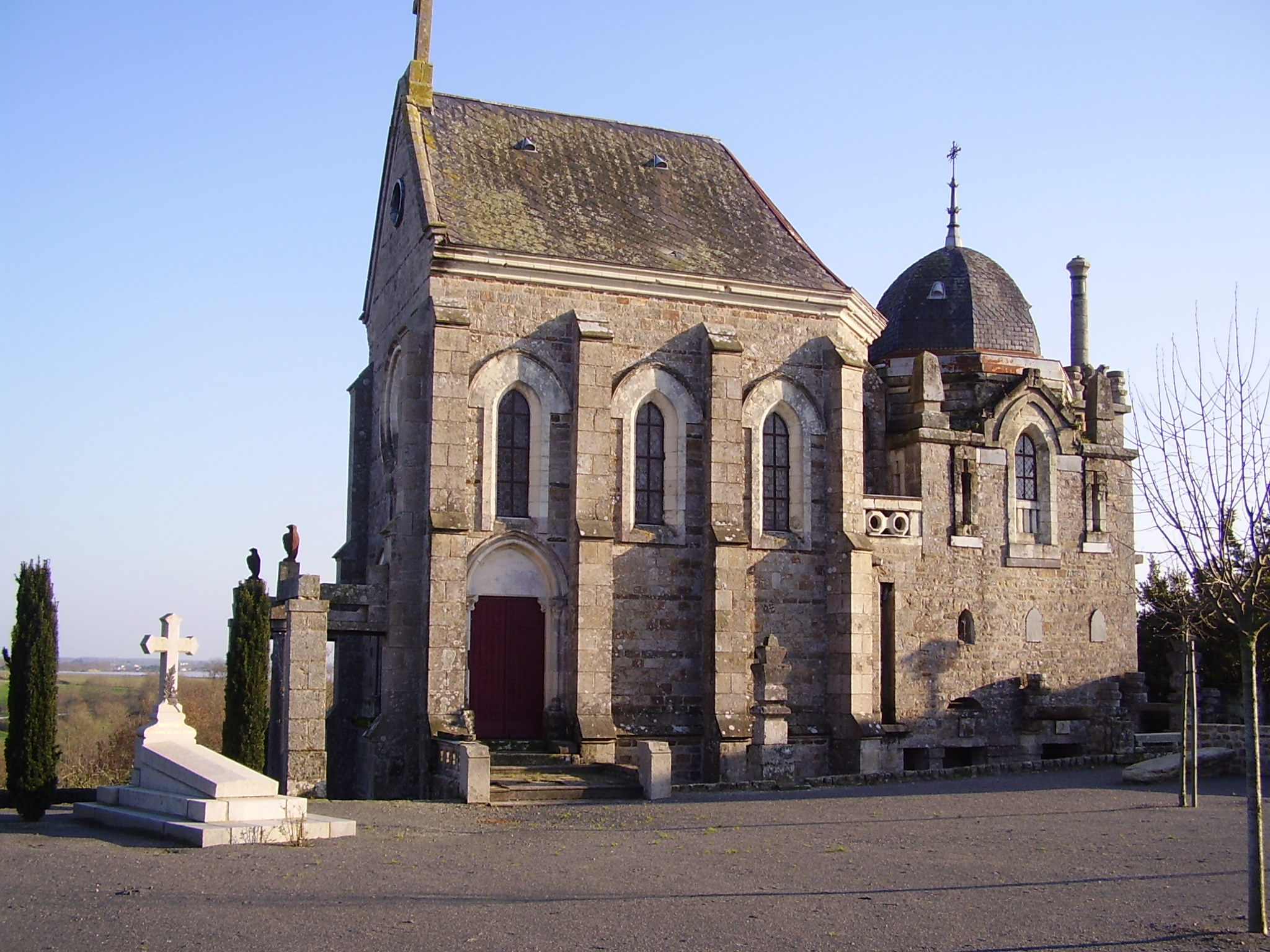
Kapelle Garreau
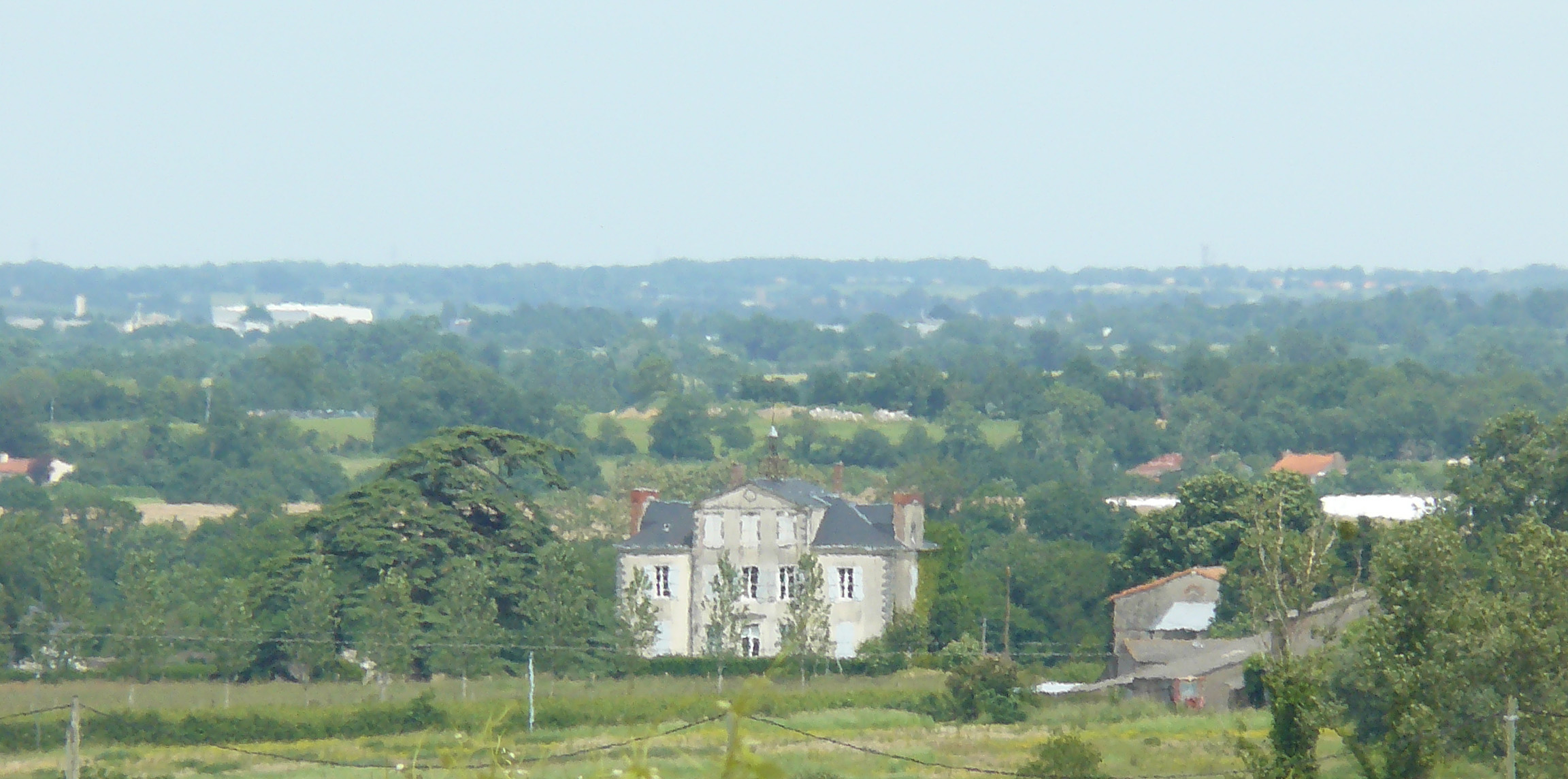
Schloss L’Hermitage

## Persönlichkeiten
- Yves Hervouet (1921–1999), Sinologe